# NGC 7142
NGC 7142 је расејано звездано јато у сазвежђу Цефеј које се налази на NGC листи објеката дубоког неба.
Деклинација објекта је + 65° 46' 28" а ректасцензија 21h 45m 9,4s. Привидна величина (магнитуда) објекта NGC 7142 износи 9,3. NGC 7142 је још познат и под ознакама OCL 241.